# Ciara Horne
Pour les articles homonymes, voir Horne.
Ciara Maurizia Horne-Oliva, née le 7 septembre 1989 à Harrow, est une coureuse cycliste britannique, qui représente le Pays de Galles, après avoir représenté l'Irlande au niveau international. Spécialiste de la piste, elle est double championne d'Europe de poursuite par équipes en 2014 et 2015.

## Biographie
Ciara Horne commence par pratiquer la natation à 7 ans. Elle nage au niveau national jusqu'à l'âge de 16 ans date à laquelle elle subit une grave blessure à l'épaule qui nécessite une intervention chirurgicale. Cela l'a incitée à passer au triathlon, où elle intègre la catégorie mondiale et participer à la Coupe du monde junior à Salford, où elle se classe 8e. Cependant, en proie à des blessures et constatant sa préférence pour le cyclisme, elle décide de finalement rejoindre une équipe cycliste en octobre 2009. 
Elle représente l'Irlande au niveau international par le biais de sa mère. En 2011, elle se classe deuxième de la poursuite individuelle, du scratch et du 500 mètres aux championnats d'Irlande sur piste. La même année, elle termine septième de la poursuite par équipes aux  championnats d'Europe sur piste.
En juillet 2012, Horne, née en Angleterre et qui a la double nationalité, annonce qu'elle rejoint la Fédération britannique, en raison des problèmes financiers de la Fédération irlandaise de cyclisme. Cela met un terme à son rêve de devenir la première cycliste irlandaise à remporter une médaille olympique. Le père de Ciara Horne étant né à Barry, Vale of Glamorgan, au Pays de Galles, il lui est offert la possibilité de s'entraîner avec l'équipe galloise.
En 2014, elle devient championne d'Europe de poursuite par équipes avec Laura Trott, Katie Archibald et Elinor Barker. L'année suivante, elle gagne à nouveau le titre européen (même si elle ne participe pas à la finale) et remporte la médaille de bronze sur la poursuite individuelle. Aux mondiaux sur piste 2016, elle décroche la médaille de bronze avec l'équipe de poursuite britannique. Elle est sélectionnée pour les Jeux olympiques de 2016 à Rio, mais ne participe pas à la compétition. En septembre, elle signe avec l'équipe sur route Cervélo Bigla. Quelques jours après, elle est médaillée de bronze au championnat du monde du contre-la-montre par équipes. Elle ne participe à aucune autre course avec la formation qu'elle quitte fin 2017.
En mars 2017, alors qu'elle se rend à vélo à Llantrisant, au Pays de Galles, elle est impliquée dans un accident de la circulation. Elle subit de graves ecchymoses et des coupures. Quelques semaines plus tard, elle explique avoir besoin d'une aide psychologique, car elle a peur de rouler sur la route depuis l'accident. En 2018, elle déclare qu'elle vise une qualification aux Jeux du Commonwealth de 2018, mais elle ne réussit pas à atteindre son objectif.

## Vie privée
Ciara Horne grandit à Kenilworth, près de Coventry (Warwickshire), et étudie à la Stratford Girls' Grammar School. Elle obtient un diplôme en physiothérapie à l'Université de Birmingham en 2013.
Elle est mariée au cycliste Lewis Oliva et porte son nom de famille. Elle travaille comme physiothérapeute. 

## Palmarès sur piste

### Championnats du monde
- Londres 2016
  -  Médaillée de bronze de la poursuite par équipes

### Coupe du monde
- 2012-2013
  - 2e de la poursuite par équipes à Cali
  - 3e de la poursuite par équipes à Aguascalientes
- 2014-2015
  - 1re de la poursuite par équipes à Guadalajara (avec Elinor Barker, Laura Trott et Amy Roberts)
  - 1re de la poursuite par équipes à Londres (avec Elinor Barker, Laura Trott et Katie Archibald)
- 2015-2016
  - 2e de la poursuite par équipes à Hong Kong
  - 3e de la poursuite par équipes à Cali

### Championnats d'Europe
| Édition / Épreuve | Poursuite individuelle | Poursuite par équipes                                                   |
| Apeldoorn 2011    |                        | 7e                                                                      |
| Baie-Mahault 2014 | Bronze                 | Or (avec Laura Trott, Katie Archibald et Elinor Barker)                 |
| Granges 2015      |                        | Or (avec Laura Trott, Katie Archibald, Elinor Barker et Joanna Rowsell) |

### Championnats nationaux
Irlande
- 2011
  - 2e du 500 mètres
  - 2e de la poursuite
  - 2e du scratch

Grande-Bretagne
- 2015
  -  Championne de Grande-Bretagne de poursuite par équipes (avec Katie Archibald, Joanna Rowsell et Sarah Storey)
  - 3e de la poursuite

## Palmarès sur route
- 2016
  -  Médaillée de bronze au  championnat du monde du contre-la-montre par équipes